# Podsuche (obwód iwanofrankiwski)
Podsuche (ukr. Підсухи) – wieś na Ukrainie w rejonie rożniatowskim obwodu iwanofrankiwskiego.